# Сельское поселение «Галкинское» (Забайкальский край)
Се́льское поселе́ние «Галкинское» — муниципальное образование в Шилкинском районе Забайкальского края Российской Федерации.
Административный центр — село Галкино.

## История
Статус и границы сельского поселения установлены Законом Читинской области от 19 мая 2004 года «Об установлении границ, наименований вновь образованных муниципальных образований и наделении их статусом сельского, городского поселения в Читинской области».
Закон Забайкальского края от 25 декабря 2013 года № 922-ЗЗК «О преобразовании и создании некоторых населённых пунктов Забайкальского края»:
Преобразовать следующие населённые пункты:
…

село Галкино путём выделения, не влекущего изменения границ сельского поселения «Галкинское», сельского населённого пункта с отнесением его к категории села с предполагаемым наименованием — Нижнее Галкино.
Распоряжением Правительства России от 13 мая 2015 года № 860-Р селу Нижнее Галкино присвоено название.

## Население
| 2010  | 2011  | 2012  | 2013  | 2014  | 2015  | 2016  |
| ----- | ----- | ----- | ----- | ----- | ----- | ----- |
| 1164  | ↘1163 | ↘1151 | ↘1135 | ↘1117 | ↘1099 | ↘1091 |
| 2017  | 2018  | 2019  | 2020  | 2021  |       |       |
| ↘1083 | ↘1065 | ↘1044 | ↘1002 | ↘828  |       |       |

## Состав сельского поселения
| № | Населённый пункт | Тип населённого пункта       | Население |
| - | ---------------- | ---------------------------- | --------- |
| 1 | Галкино          | село, административный центр | ↘534      |
| 2 | Зубарево         | село                         | ↘207      |
| 3 | Нижнее Галкино   | село                         |           |
| 4 | Саввино          | село                         | ↘250      |